# Maechidius
Maechidius (лат.) — род пластинчатоусых жуков из подсемейства хрущей (Scarabaeidae). Более 100 видов.

## Распространение
Австралия и Океания.

## Описание
Мелкие пластинчатоусые жуки, основная окраска буровато-чёрная. Верхняя губа полностью срослась с наличником образуя лаброклипеус. Усики 7-9-члениковые. Задние тазики узкие и сильно поперечные.
Представители Maechidius обитают в лесах различных типов. Виды Папуасского региона встречаются от низинных до среднегорных тропических лесов. Многие (если не все) австралийские таксоны являются термитофилами и могут быть найдены в гнездах термитов. Взрослые особи австралийского Maechidius cavus были замечены в поедании стволов пальм и разных деревьев, нанося серьезный ущерб. Австралийские Maechidius caviceps, M. fissiceps, M. rugosicollis и M. bilobiceps как сообщалось, собирались под рыхлой корой мёртвых или живых эвкалиптов, заражённых термитами, иногда тысячами экземпляров. Виды Maechidius lobaticeps и M. nepenthephilus наблюдались на цветках Nepenthes и многие из них были переварены в их ловушках-кувшинчиках.

## Систематика
Более 100 видов. Maechidius по нескольким признакам (мезостернум и метастернум без срединного продольного отростка, задние голени с одной или двумя апикальными шпорами, метакоксы узкие и сильно поперечные, наличник слился с верхней губой, усики 7-9-члениковые) сходен с родами Epholcis и Paramaechidius и вместе с ними образует трибу Maechidiini в составе подсемейства хрущей (Scarabaeidae).
- Maechidius aenescens
- Maechidius algonus
- Maechidius amanus
- Maechidius angusticeps
- Maechidius antennalis
- Maechidius aroae
- Maechidius arrowi
- Maechidius ater
- Maechidius atratus
- Maechidius brevis
- Maechidius caesius
- Maechidius calabyi
- Maechidius capitalis
- Maechidius caviceps
- Maechidius cavus
- Maechidius chadwicki
- Maechidius charaxus
- Maechidius clypealis
- Maechidius coelus
- Maechidius conspicuus
- Maechidius corrosus
- Maechidius crassifrons
- Maechidius crenaticollis
- Maechidius davidsoni
- Maechidius emarginatus
- Maechidius esau
- Maechidius eutermiphilus
- Maechidius excisicollis
- Maechidius excisus
- Maechidius fissiceps
- Maechidius fraterculus
- Maechidius froggati
- Maechidius geminus
- Maechidius gibbicollis
- Maechidius gressitti
- Maechidius hackeri
- Maechidius hirtipes
- Maechidius hopeanus
- Maechidius hoplocephalus
- Maechidius humeralis
- Maechidius insularis
- Maechidius interruptocarinatus
- Maechidius jobiensis
- Maechidius kanallus
- Maechidius kiwanus
- Maechidius konandus
- Maechidius kurantus
- Maechidius lateripennis
- Maechidius latus
- Maechidius lineatopunctatus
- Maechidius lobaticeps
- Maechidius longitarsus
- Maechidius macleaynus
- Maechidius major
- Maechidius mellyanus
- Maechidius metellus
- Maechidius milkappus
- Maechidius milneanus
- Maechidius modicus
- Maechidius moluccanus
- Maechidius muticus
- Maechidius nanus
- Maechidius occidentalis
- Maechidius olor
- Maechidius ordensis
- Maechidius papuanus
- Maechidius parallelicollis
- Maechidius parandus
- Maechidius parvulus
- Maechidius paupianus
- Maechidius pauxillus
- Maechidius pedarioides
- Maechidius pellus
- Maechidius pilosus
- Maechidius proximus
- Maechidius puncticollis
- Maechidius pygidialis
- Maechidius raucus
- Maechidius relictus
- Maechidius rufus
- Maechidius rugicollis
- Maechidius rugosicollis
- Maechidius rugosipes
- Maechidius savagei
- Maechidius sculptipennis
- Maechidius seriepunctatus
- Maechidius serigranosus
- Maechidius serratus
- Maechidius setosellus
- Maechidius setosus
- Maechidius simplex
- Maechidius sordidus
- Maechidius spurius
- Maechidius squamipennis
- Maechidius stradbrokensis
- Maechidius sturnus
- Maechidius subcostatus
- Maechidius tarsalis
- Maechidius tibialis
- Maechidius tridentatus
- Maechidius tumidifrons
- Maechidius variolosus
- Maechidius vicinus
- Maechidius wilsoni
- Maechidius woodlarkianus

### Дополнения (2020)
- Maechidius aiyura, M. alesbezdeki, M. awu, M. babyrousa, M. bintang, M. boessnecki, M. brocki, M. caperatus, M. ciliatus, M. crypticus, M. dani, M. deltouri, M. dendrolagus, M. hamatus, M. kazantsevi, M. konjo, M. lapsus, M. legalovi, M. leucopsar, M. longipes, M. mailu, M. maleo, M. merdeka, M. miklouhomaclayi, M. nepenthephilus, M. owenstanleyi, M. riedeli, M. similis, M. skalei, M. sougb, M. suwawa, M. trivialis, M. ursus, M. weigeli, M. yamdena[1].